# Essegney
Essegney est une commune française située dans le département des Vosges, en région Grand Est.
Ses habitants sont appelés les Essegogniens.

## Géographie

### Localisation

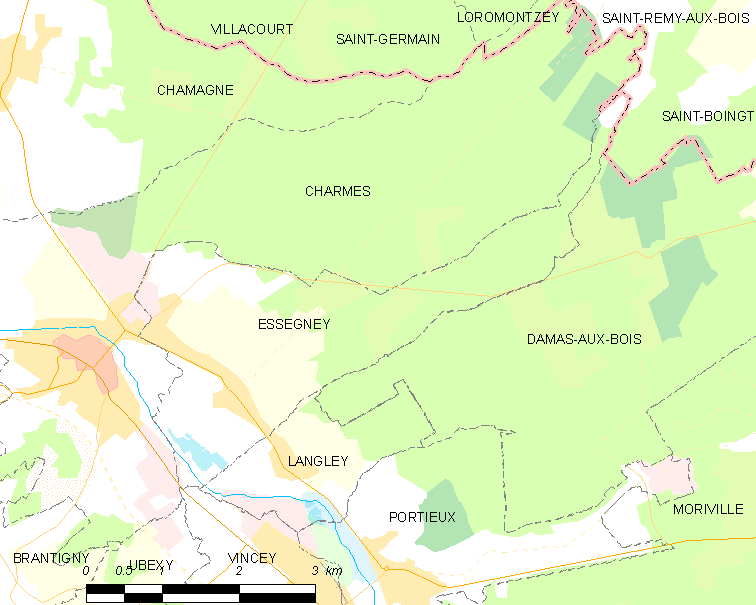
Situation géographique d'Essegney.

Essegney est bâtie entre Langley et Charmes, sur la rive droite de la Moselle.
Un petit affluent de celle-ci, la Source Allemande, passe au-dessus du village puis descend vers son centre, passant sous la terre et ressortant au niveau de la salle des fêtes.

### Communes limitrophes
| Charmes | Charmes  | Saint-Boingt (Meurthe-et-Moselle) |
| Charmes | Essegney | Damas-aux-Bois                    |
|         | Vincey   | Langley                           |

### Géologie et relief

#### Sismicité
Commune située dans une zone 2 de sismicité faible.

### Hydrographie et les eaux souterraines
Hydrogéologie et climatologie : Système d’information pour la gestion des eaux souterraines du bassin Rhin-Meuse :
Territoire communal : Occupation du sol (Corinne Land Cover); Cours d'eau (BD Carthage),
Géologie : Carte géologique; Coupes géologiques et techniques,
 Hydrogéologie : Masses d'eau souterraine; BD Lisa; Cartes piézométriques.

#### Réseau hydrographique
La commune est située dans le bassin versant du Rhin au sein du bassin Rhin-Meuse. Elle est drainée par la Mosellele ruisseau de la Foret, le ruisseau de Viller, le ruisseau de Vincey et le ruisseau d'Essegney,.
La Moselle, d’une longueur totale de 560 kilomètres, dont 315 kilomètres en France, prend sa source dans le massif des Vosges au col de Bussang et se jette dans le Rhin à Coblence en Allemagne.

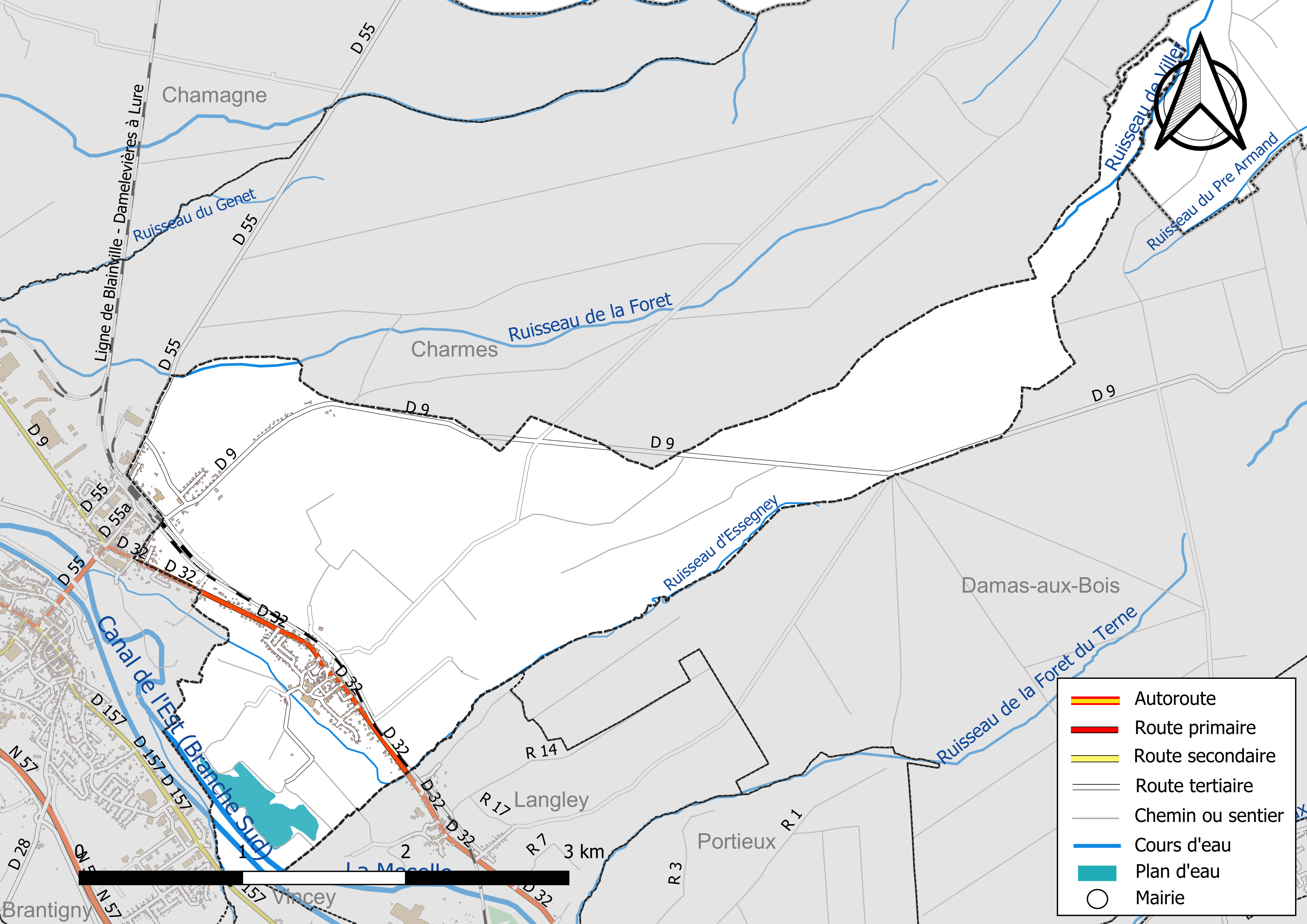
Réseaux hydrographique et routier d'Essegney.

#### Gestion et qualité des eaux
Le territoire communal est couvert par le schéma d'aménagement et de gestion des eaux (SAGE) « Nappe des Grès du Trias Inférieur ». Ce document de planification, dont le territoire comprend le périmètre de la zone de répartition des eaux de la nappe des Grès du trias inférieur (GTI), d'une superficie de 1 497 km2,  est en cours d'élaboration. L’objectif poursuivi est de stabiliser les niveaux piézométriques de la nappe des GTI et atteindre l'équilibre entre les prélèvements et la capacité de recharge de la nappe. Il doit être cohérent avec les objectifs de qualité définis dans les SDAGE Rhin-Meuse et Rhône-Méditerranée. La structure porteuse de l'élaboration et de la mise en œuvre est le conseil départemental des Vosges.
La qualité des eaux de baignade et des cours d’eau peut être consultée sur un site dédié géré par les agences de l’eau et l’Agence française pour la biodiversité.

### Climat
Pour des articles plus généraux, voir Climat du Grand Est et Climat des Vosges.
En 2010, le climat de la commune est de type climat des marges montargnardes, selon une étude du Centre national de la recherche scientifique s'appuyant sur une série de données couvrant la période 1971-2000. En 2020, Météo-France publie une typologie des climats de la France métropolitaine dans laquelle la commune est exposée à un climat semi-continental et est dans la région climatique  Lorraine, plateau de Langres, Morvan, caractérisée par un hiver rude (1,5 °C), des vents modérés et des brouillards fréquents en automne et hiver. 
Pour la période 1971-2000, la température annuelle moyenne est de 9,6 °C, avec une amplitude thermique annuelle de 17,1 °C. Le cumul annuel moyen de précipitations est de 897 mm, avec 11,8 jours de précipitations en janvier et 9,9 jours en juillet. Pour la période 1991-2020, la température moyenne annuelle observée sur la station météorologique de Météo-France la plus proche, « Mirecourt-inra », sur la commune de Mirecourt à 16 km à vol d'oiseau, est de 10,4 °C et le cumul annuel moyen de précipitations est de 824,3 mm. 
La température maximale relevée sur cette station est de 39,5 °C, atteinte le 25 juillet 2019 ; la température minimale est de −19,5 °C, atteinte le 20 décembre 2009,,. 
Les paramètres climatiques de la commune ont été estimés pour le milieu du siècle (2041-2070) selon différents scénarios d'émission de gaz à effet de serre à partir des nouvelles projections climatiques de référence DRIAS-2020. Ils sont consultables sur un site dédié publié par Météo-France en novembre 2022.

## Urbanisme

### Typologie
Au 1er janvier 2024, Essegney est catégorisée commune rurale à habitat dispersé, selon la nouvelle grille communale de densité à sept niveaux définie par l'Insee en 2022.
Elle appartient à l'unité urbaine de Charmes, une agglomération intra-départementale regroupant trois  communes, dont elle est une commune de la banlieue,,. Par ailleurs la commune fait partie de l'aire d'attraction de Charmes, dont elle est une commune de la couronne,. Cette aire, qui regroupe 10 communes, est catégorisée dans les aires de moins de 50 000 habitants,.

### Occupation des sols
L'occupation des sols de la commune, telle qu'elle ressort de la base de données européenne d’occupation biophysique des sols Corine Land Cover (CLC), est marquée par l'importance des territoires agricoles (48,8 % en 2018), en augmentation par rapport à 1990 (46,2 %). La répartition détaillée en 2018 est la suivante : 
forêts (34,7 %), terres arables (23,6 %), prairies (21,7 %), milieux à végétation arbustive et/ou herbacée (7,8 %), zones urbanisées (7,7 %), zones agricoles hétérogènes (3,5 %), zones industrielles ou commerciales et réseaux de communication (1 %). L'évolution de l’occupation des sols de la commune et de ses infrastructures peut être observée sur les différentes représentations cartographiques du territoire : la carte de Cassini (XVIIIe siècle), la carte d'état-major (1820-1866) et les cartes ou photos aériennes de l'IGN pour la période actuelle (1950 à aujourd'hui).

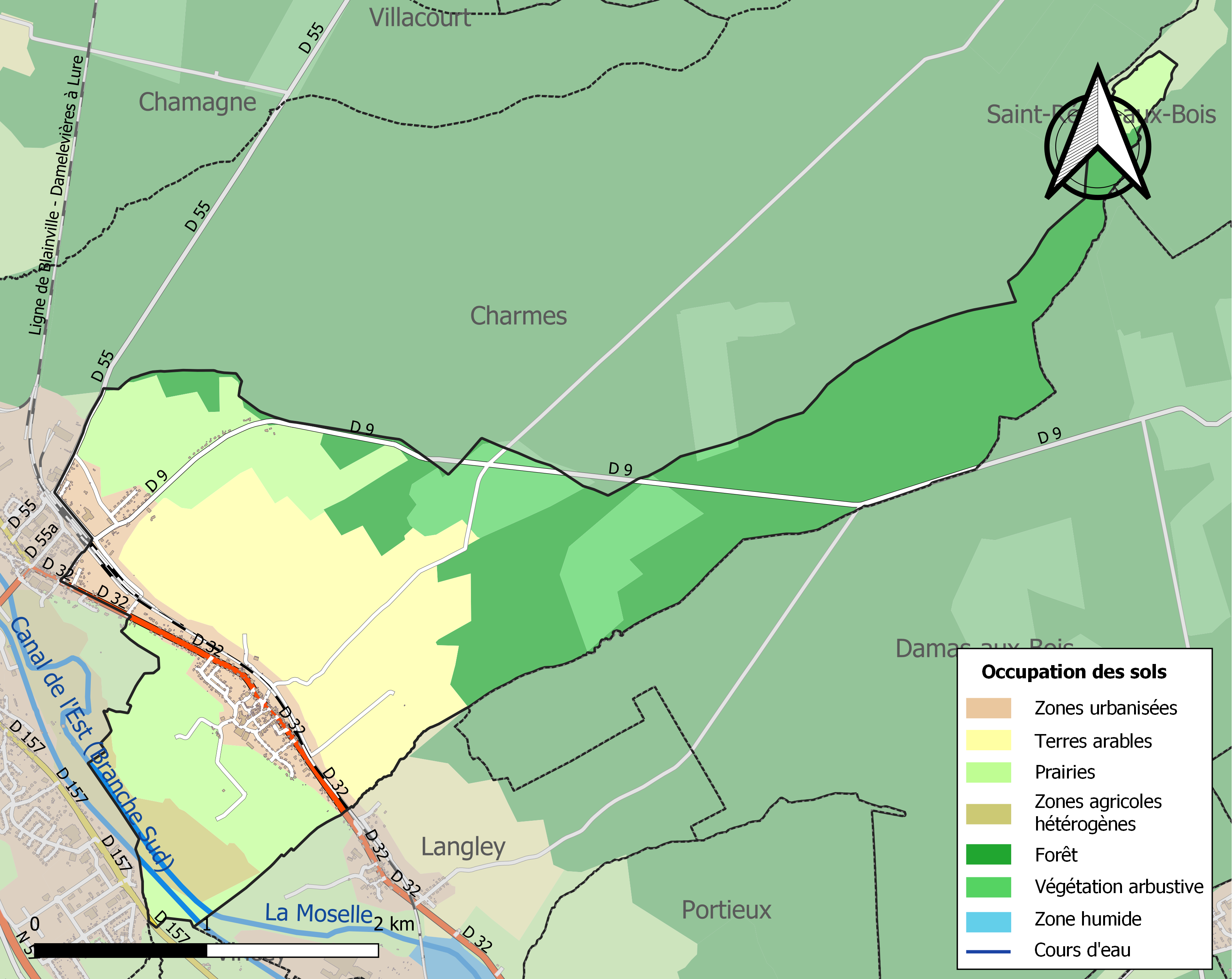
Carte des infrastructures et de l'occupation des sols de la commune en 2018 (CLC).

### Voies de communications et transports

#### Voies routières
- D 55 vers Charmes[18].
- D 32 vers Langley, Portieux, Vincey

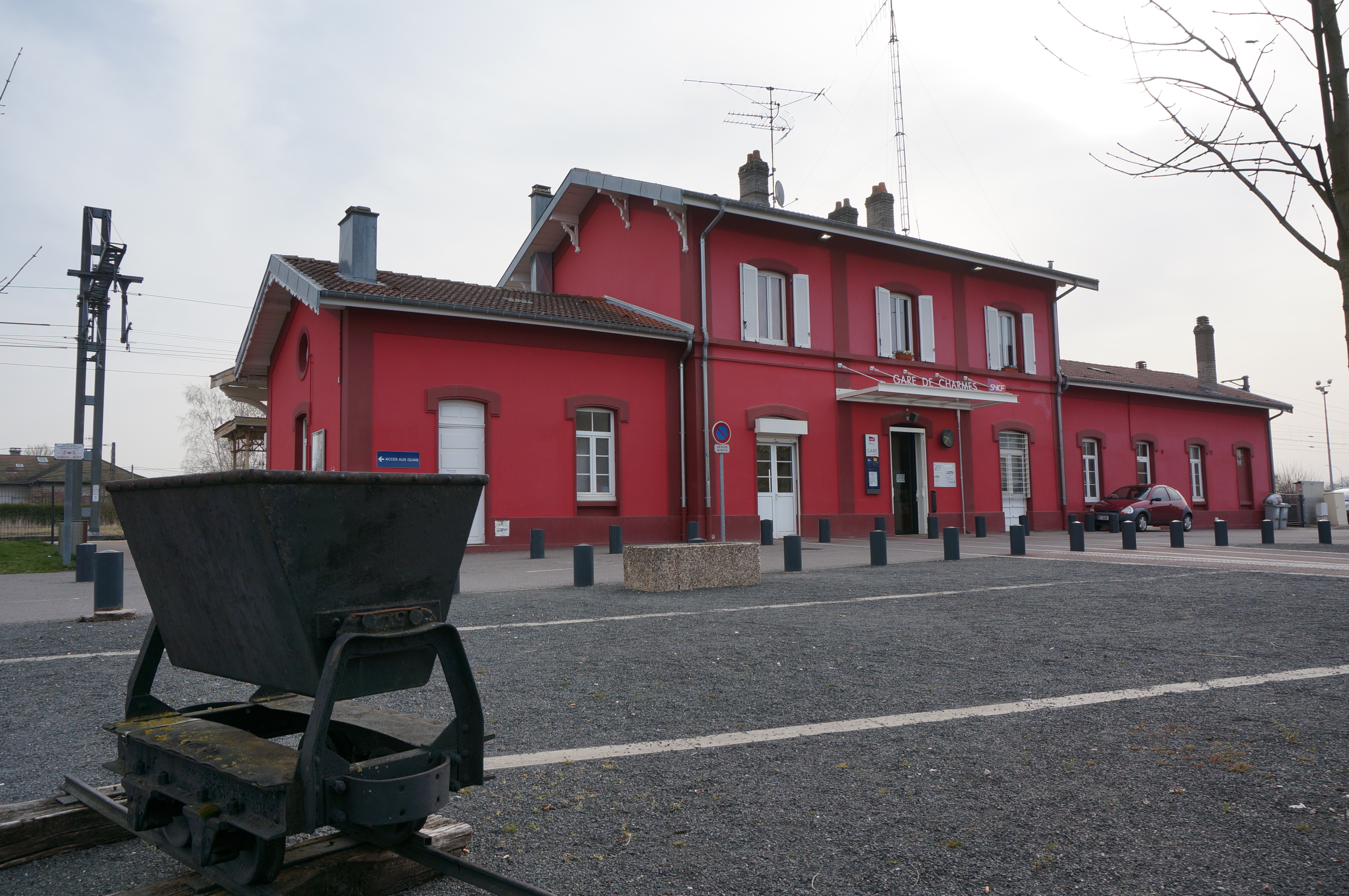
Gare de Charmes.

#### Transports en commun
- Fluo Grand Est.

#### Lignes SNCF
- Gare de Charmes.
- Gare de Vincey.

## Toponymie
Le nom de la localité est attesté sous les formes Ausiniaca villa (1309), pour Ansiniaca villa  (XIIe siècle) ; ? G. de Encinne (XIe ou XIIe siècle) ; Ansigney (1257) ; Encegneix (1295) ; Ensegneix (1298) ; Enseigneis (1309) ; Ensegney (1335) ; Encigneix devant Charmes (1316) ; Encegney (1359) ; Enceigney, Enceygneix, Enceigneix (XIVe siècle) ; Ban d’Essegney (1511) ; « Uxegney près de Charmes sur Mezelle » (1554) ; Asseigney (1563) ; Assigney (1570) ; Anssegny (1576) ; Essegney (1589) ; Encegney (1594) ; Essigney (1656) ; Esseigney (1722) ; Essigny (1737) ; Eseigny (1754).

Peut-être du latin insignis « remarquable », devenu un nom de personne, + -acum.

## Histoire
Le village possédait un hôpital fondé en 1438 pourvu de huit lits et administré par les Sœurs-Grises de Nancy ; il n’en reste nulle trace écrite dans les archives communales.
Les habitants d’Essegney et de la petite Rencey (Regney) devaient annuellement une taille d’un gros et onze deniers pour le bétail qui avait tiré la charrue, neuf deniers pour la vache et le bœuf, trois mailles pour la génisse ou la bête qui n’avait pas porté fruit, cinq sous toulois pour l’homme sans bétail mais faisant métier. Ils devaient par ailleurs annuellement, le jour des plaids, une rente dite la pangée, de deux francs six gros.
Essegney relevait, sous l’Ancien Régime, du bailliage de Charmes. Le ban d’Essegney s’étendait sur Évaux-et-Ménil et sur Saint-Rémy-aux-Bois, en Meurthe-et-Moselle.

## Politique et administration

### Budget et fiscalité 2022

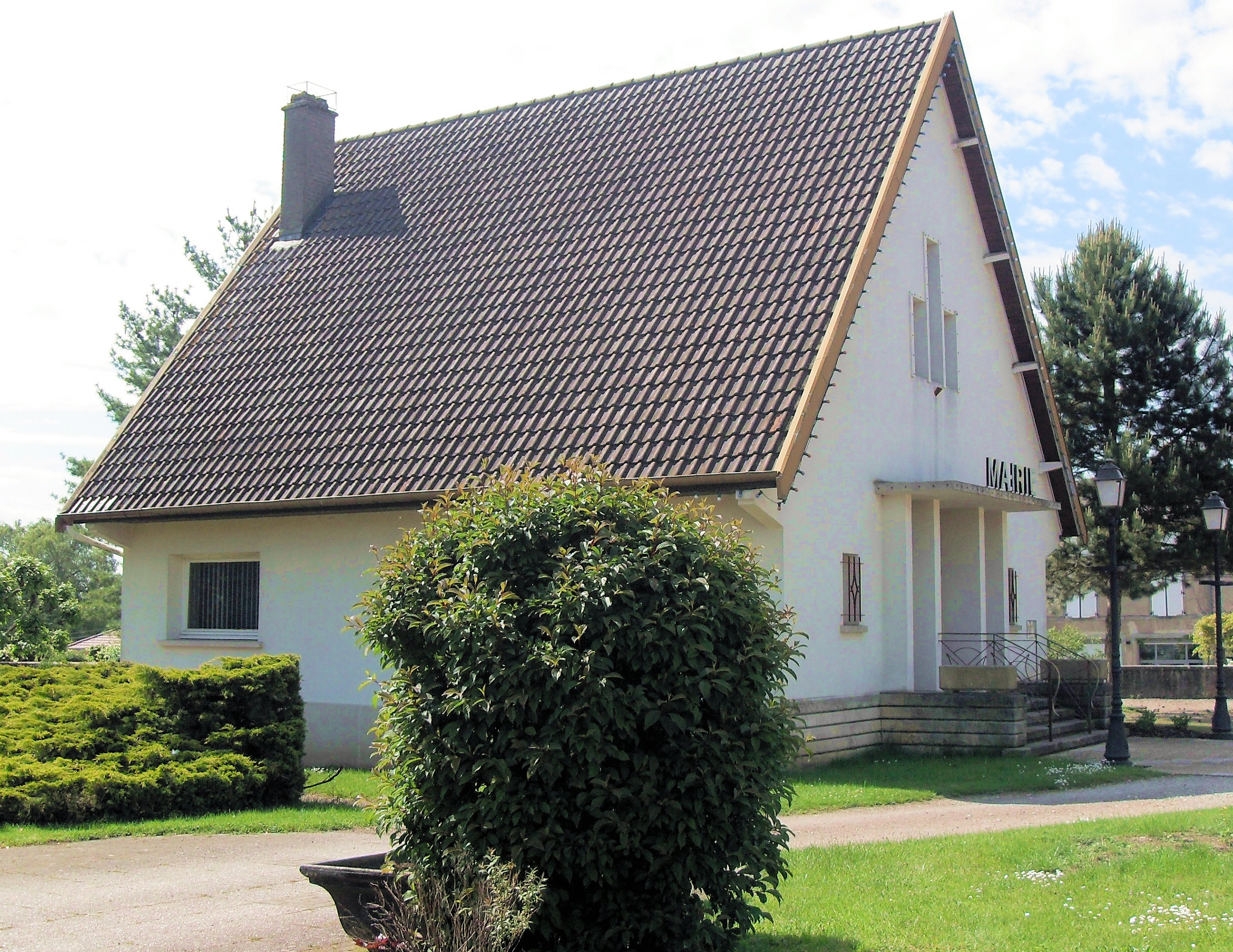
La mairie.

En 2022, le budget de la commune était constitué ainsi :
- total des produits de fonctionnement : 535 000 €, soit 709 € par habitant ;
- total des charges de fonctionnement : 360 000 €, soit 477 € par habitant ;
- total des ressources d'investissement : 18 000 €, soit 23 € par habitant ;
- total des emplois d'investissement : 111 000 €, soit 147 € par habitant ;
- endettement : 314 000 €, soit 416 € par habitant.

Avec les taux de fiscalité suivants :
- taxe d'habitation : 11,22 % ;
- taxe foncière sur les propriétés bâties : 36,13 % ;
- taxe foncière sur les propriétés non bâties : 18,92 % ;
- taxe additionnelle à la taxe foncière sur les propriétés non bâties : 0,00 % ;
- cotisation foncière des entreprises : 0,00 %.

Chiffres clés Revenus et pauvreté des ménages en 2021 : médiane en 2021 du revenu disponible, par unité de consommation : 23 840 €.

## Liste des maires
| Période                                  | Période    | Identité                 | Étiquette | Qualité                              |
| ---------------------------------------- | ---------- | ------------------------ | --------- | ------------------------------------ |
| Les données manquantes sont à compléter. |            |                          |           |                                      |
| 1980                                     | mars 2001  | Hermann Lanz (1925-2012) |           | Exploitant forestier                 |
| mars 2001                                | avril 2014 | Pascal Muller            |           |                                      |
| avril 2014                               | En cours   | Éric Jacoté              | DVC       | Conseiller départemental depuis 2021 |

## Population et société

### Démographie

#### Évolution démographique
L'évolution du nombre d'habitants est connue à travers les recensements de la population effectués dans la commune depuis 1793. Pour les communes de moins de 10 000 habitants, une enquête de recensement portant sur toute la population est réalisée tous les cinq ans, les populations de référence des années intermédiaires étant quant à elles estimées par interpolation ou extrapolation. Pour la commune, le premier recensement exhaustif entrant dans le cadre du nouveau dispositif a été réalisé en 2008.

En 2022, la commune comptait 745 habitants, en évolution de −2,1 % par rapport à 2016 (Vosges : −2,96 %, France hors Mayotte : +2,11 %).
| 1793 | 1800 | 1806 | 1821 | 1831 | 1836 | 1841 | 1846 | 1856 |
| ---- | ---- | ---- | ---- | ---- | ---- | ---- | ---- | ---- |
| 334  | 325  | 342  | 329  | 421  | 451  | 464  | 458  | 441  |

| 1861 | 1866 | 1876 | 1881 | 1886 | 1891 | 1896 | 1901 | 1906 |
| ---- | ---- | ---- | ---- | ---- | ---- | ---- | ---- | ---- |
| 480  | 490  | 463  | 412  | 393  | 452  | 475  | 470  | 511  |

| 1911 | 1921 | 1926 | 1931 | 1936 | 1946 | 1954 | 1962 | 1968 |
| ---- | ---- | ---- | ---- | ---- | ---- | ---- | ---- | ---- |
| 513  | 520  | 535  | 510  | 518  | 493  | 523  | 509  | 566  |

| 1975 | 1982 | 1990 | 1999 | 2006 | 2008 | 2013 | 2018 | 2022 |
| ---- | ---- | ---- | ---- | ---- | ---- | ---- | ---- | ---- |
| 649  | 739  | 651  | 622  | 664  | 676  | 757  | 747  | 745  |

### Enseignement
Établissements d'enseignements : 
- Écoles maternelles et primaires à Essegney, Langley, Charmes, Vincey.
- Collèges à Châtel-sur-Moselle, Bayon, Thaon-les-Vosges, Mirecourt.
- Lycées à Thaon-les-Vosges, Mirecourt, Roville-aux-Chênes.

### Santé
Professionnels et établissements de santé :
- Médecins à Charmes, Vincey, Nomexy, Châtel-sur-Moselle, Bayon.
- Pharmacies à Charmes, Portieux, Vincey, Nomexy, Châtel-sur-Moselle.
- Hôpitaux à Charmes, Châtel-sur-Moselle, Thaon-les-Vosges, Mirecourt.

### Cultes
- Culte catholique, Paroisse Saint-Nicolas-du-Haut-du-Mont[34], Diocèse de Saint-Dié.

## Économie

### Entreprises et commerces

#### Agriculture
- Culture et élevage associés.
- Élevage de chevaux et d'autres équidés.

#### Tourisme
- Hébergements et restauration à Charmes, Vincey, Rugney, Portieux.

#### Commerces
- Commerces et services de proximité.

## Culture locale et patrimoine

### Lieux et monuments

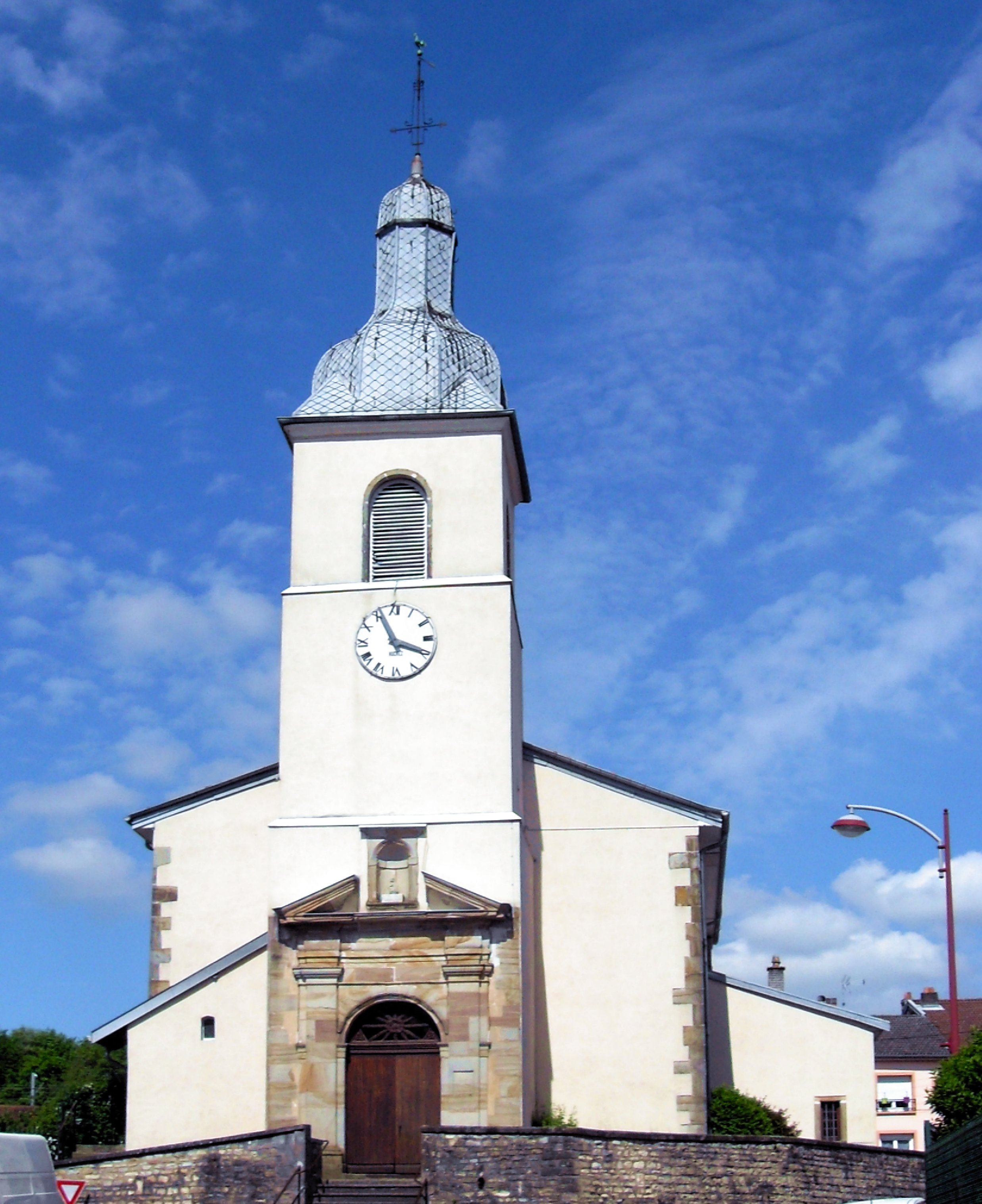
L'église Saint-Pierre.

- Église grange du XVIIIe siècle dédiée à saint Pierre,

son mobilier baroque.
un orgue de chœur installé en 1977 par Gonzalez,. Il y fut retrouvé des morceaux d'une statue d'un empereur romain par l'équipe de Claude Rolley.
Chaire à prêcher.
Lambris de revêtement, stalles.
2 confessionnaux.
Groupe sculpté : le Christ en croix à ses pieds sainte Madeleine.
- chapelle de la maison Notre-Dame :

Retable, relief : l'Annonciation.
- La commune abrite, sur la route de Damas-aux-Bois, à l'entrée du domaine forestier, un cimetière anglais[44].

Ce cimetière est un héritage de la Première Guerre mondiale. L'armée canadienne puis l'armée anglaise avaient installé un hôpital de campagne dans une prairie voisine du lieudit La maison du Bois. Durant la guerre, de nombreux soldats y furent soignés mais un certain nombre ne survécurent pas à leurs blessures.
De ce fait, les Alliés créèrent ce cimetière où reposent 199 soldats de diverses nationalités ayant participé à la Première Guerre mondiale (Britanniques, Canadiens, Indiens venant du Commonwealth ainsi que quatre travailleurs chinois et un soldat russe). Y sont également enterrés treize soldats de la Seconde Guerre mondiale,.
- Fontaine place de l’Église[47].

### Héraldique, logotype et devise
| Blason | Blasonnement : D'azur à l'épée d'argent garnie d'or accostée en chef de deux fleurs de lys d'or et en pointe d'une rose d'or boutonnée de gueules à dextre et d'un monde cintré et croisé d'or à senestre. Commentaires : Armoiries composées par B. Georgin, et mises à la disposition de la commune en mars 2016. |

## Pour approfondir